# AS-interface
AS-Interface  o AS-i es un Bus de Sensores y Actuadores, estándar internacional IEC62026-2 y europeo EN 50295 para el nivel de campo más bajo desde 1999.
Fue diseñado en 1990 e introducido al mercado en 1994 como una alternativa económica al cableado tradicional. La idea original fue crear una red simple para sensores y actuadores binarios, capaz de transmitir datos y alimentación a través del mismo bus, manteniendo una gran variedad de topologías que faciliten la instalación de los sensores y actuadores en cualquier punto del proceso con el menor esfuerzo posible.
El diseño permite que los módulos se conecten directamente al cable mediante tecnología piercing, es decir, el módulo dispone de unas agujas que se pinchan en el cable hasta la parte conductora y evitan el uso de conectores.
A partir de la versión 3 el bus obtuvo la certificación para transmitir comunicaciones de seguridad industrial, lo que le dotó la capacidad de conectar en el mismo cable que los elementos convencionales, dispositivos tales como setas de emergencia o barreras de seguridad.
Las especificaciones de AS-i se encuentran actualmente en su versión 5.0. Estas son de carácter abierto, lo que significa que cualquier fabricante puede obtener una copia de las mismas para elaborar sus productos.

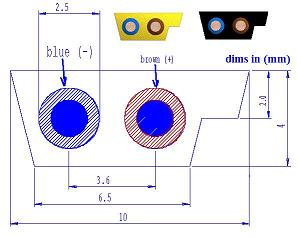
Sección transversal del cable estandar ASi

## Características principales
AS-i se sitúa en la parte más baja de la pirámide de control, conectando los sensores y actuadores con el maestro del nivel de campo. Los maestros pueden ser autómatas o PC situados en los niveles bajos de control, o pasarelas que comuniquen la red AS-Interface con otras redes de nivel superior, como Profibus o DeviceNet.
Las Características Principales de AS-Interface son: pll
- Ideal para la interconexión de sensores y actuadores binarios.
- A través del cable AS-i se transmiten datos, tanto para seguridad industrial como convencionales y alimentación.
- Cableado sencillo y económico. Se puede emplear cualquier cable bifilar de 2 x 1.5 mm² no trenzado ni apantallado.
- El cable específico para AS-i, el Cable Amarillo, es autocicatrizante y está codificado mecánicamente para evitar su polarización incorrecta.
- Gran flexibilidad de topologías, que facilita el cableado de la instalación.
- Sistema monomaestro, con un protocolo de comunicación con los esclavos muy sencillo.
- Ciclo del bus rápido. Máximo tiempo de ciclo 5 ms con direccionamiento estándar y 10 ms con direccionamiento extendido.
- Permite la conexión de sensores y actuadores No AS-i mediante módulos activos.
- Hasta 124 sensores y 124 actuadores binarios con direccionamiento estándar.
- Hasta 248 sensores y 186 actuadores binarios con direccionamiento extendido.
- Longitud máxima de cable de 100 m uniendo todos los tramos, o hasta 600 m con repetidores y terminadores de bus.
- La revisión 2.1 del estándar facilita la conexión de sensores y actuadores analógicos.
- Transmisión por modulación de corriente que garantiza un alto grado de seguridad.
- Detección de errores en la transmisión y supervisión del correcto funcionamiento de los esclavos por parte del maestro de la red.
- Cables auxiliares para la transmisión de energía: Cable Negro (24 V DC) y Rojo (220 V AC).
- Grado de Protección IP-65/67 para ambientes exigentes.
- Cumple la normativa IP-20 para aplicaciones en cuadro.
- Temperaturas de funcionamiento entre –25 °C y +85 °C.